# Дамян Попов (офицер)
Дамян Илиев Попов е български офицер, генерал-майор.

## Биография
Роден е на 17 юли 1931 г. в село Кошничари, Поповско. През 70-те години е командир на радиотехническата бригада в Божурище. В периода 1978 – 1991 г. е командир на Радиотехнически войски. Умира  на 1 .12. 1991 г. в София.